# Man-ga
Man-ga foi um canal de televisão italiano com programação voltada a exibição de animação japonesa destinada a adultos e adolescentes.

## História
O canal foi criado em colaboração com Yamato Video e recebeu o nome da revista Man·ga!, publicada de 1997 a 2001, cuja equipe editorial era composta principalmente pela equipe da Yamato Video.
As transmissões do canal iniciaram em 1 de julho de 2010, e o primeiro programa transmitido foi um episódio da série animada Lum, intitulado "Amateurs to the fray".
A partir de 4 de junho de 2018 mudou-se para o canal 133.
Em 1 de julho de 2020, Man-ga finalizou as suas transmissões, e retornou no ano seguinte como um bloco de programação no Sky Serie, Sky On Demand e Now.